# Emil och detektiverna (film, 2001)
Emil och detektiverna (tyska: Emil und die Detektive) är en tysk långfilm från 2001 i regi av Franziska Buch och bygger på barndeckaren med samma namn av Erich Kästner. I rollerna syns Tobias Retzlaff, Anja Sommavilla, Jürgen Vogel och Maria Schrader.
Filmen hade svensk TV-premiär den 30 juli 2006 på Barnkanalen.

## Handling
Emil bor i en liten by på den tyska Östersjökusten, tillsammans med sin arbetslöse far. Emils mor lämnade familjen ett antal år innan, och de har nästan ingen kontakt längre.
En dag erbjuds Emils far ett nytt jobb, och Emil och hans far tar bilen till den nya arbetsplatsen. Fadern kör emellertid för snabbt på vägen, och efter att ha jagats av polisen ett tag, kör han av vägen och skadar sig.
Emils far tas in på sjukhus, och blir samtidigt fråntagen sitt körkort av polisen för fortkörning. Emils lärare skickar honom till sin syster, pastorskan Hummel, och hennes son Gustav, i Berlin. Emil tar tåget till Berlin och slår sig ned i en kupé, där förutom han själv en svartklädd man i 30-årsåldern sitter.
Mannen visar sig vara en brottsling, och han ger Emil starksprit, så att han somnar. Då stjäl mannen Emils 1500 D-mark ur fickan, och när Emil vaknar på järnvägsstationen Berlin Bahnhof Zoo är pengarna försvunna, och han ser hur den svartklädda mannen försvinner bort bland folkmassan.

## Rollista
| Tobias Retzlaff   | – Emil Tischbein  |
| Anja Sommavilla   | – Pony Hütchen    |
| Jürgen Vogel      | – Max Grundeis    |
| Maria Schrader    | – Pastorin Hummel |
| Kai Wiesinger     | – Knut Tischbein  |
| Tim Hansen        | – Krumbiegel      |
| Maurice Kumar     | – Kebab           |
| Sergej Moya       | – Flügel          |
| Anita Schulz      | – Elfe            |
| Annika Schulz     | – Fee             |
| Tobias Unkauf     | – Dienstag        |
| Maximilian Befort | – Gypsi           |
| David Klock       | – Gustav Hummel   |
| Thando Walbaum    | – Hassouna        |
| Rudolf Kowalski   | – Lehrer Hummel   |